# Republikanische Gesellschaft
Die Republikanische Gesellschaft, französisch Société républiquaine, war eine 1791 von Thomas Paine und dem Ehepaar Marie Jean Antoine Nicolas Caritat, Marquis de Condorcet und Sophie Marie Louise de Grouchy, Marquise de Condorcet gegründete Gesellschaft vor dem Hintergrund der Französischen Revolution.
Der ephemere politische Klub wurde nach dem Massaker auf dem Marsfeld gegründet. Zuvor aber waren seine Gründer schon mit der nur zeitweise erscheinenden Zeitung Le Républicain in Erscheinung getreten. Der Klub verortete sich politisch links von den ebenso im gleichen Zeitraum im Eindruck des Massakers von den Jakobinern abgespaltenen Feuillants.